# F-01C
docomo PRIME series F-01C（ドコモ プライム シリーズ エフ ゼロ いち シー）は、富士通が開発した、NTTドコモの第3世代移動通信システム (FOMA) 端末である。docomo PRIME seriesの端末。

## 概要
2009年冬春モデルのF-01Bの後継機種で、「ハイスペック×防水」コンセプトを継承した。
デザインはF-01Bの先端部を中心に丸みを帯びた形状から直線を基調とした長方形かつ角ばった形状になっている。厚さもF-01Bの最厚部21mmから18.6mmと薄くなり、平均厚さも17.3mmから13.9mmと3 - 4mm程度抑えられている。ディスプレー側のフレームはF-01Bの特徴だった光沢部と樹脂部が端末根元側から斜めに区切られたアクセントを含むツートンデザインから一変し、WHITEを除いて鏡面加工されミラーパネルとなった。
中央部にはF-01Bと同様に1.4インチのサブディスプレイが搭載。その周囲にはLEDが埋め込まれ着信や端末の操作によって七色に光る。キーボードはレインボーキーイルミと称し、点灯パターンは温度・湿度連動を含めた50パターンで同社のケータイサイト「＠Fケータイ応援団」からイルミパターンを追加ダウンロード可能である。
キーボードイルミの点灯は、BLACK・MAGENTA・GOLDは文字照光だがWHITEは面照光で、ミラーパネルではないWHITEが異なる。

### 防水・防塵
防水性能はIPX5/IPX8で、防塵性能はIP5Xである。

### タッチパネル
タッチパネルは応答性・追従性の大幅向上により、より直観的な操作が可能となった。これによりタッチパネル自体の特徴をアピールする目的として”激速タッチパネル”なる愛称がつけられている。
高性能手書き文字認識エンジンの搭載により、漢字や絵文字もタッチパネルから手書き入力ができるほか、自動学習機能や入力予測機能にも対応しており、スピーディーな文字入力が可能である。
これらにより、ほとんどの操作をテンキーを使わずタッチパネルだけでできるようになり、二軸ヒンジ機構により、タッチパネル側にできてしまう。そのため折りたたんだままで操作できる。

### カメラ
1320万画素カメラには、CMOSセンサーにソニー製の「Exmor for mobile」を新たに採用。F-03Bから継続採用されている高性能画像処理エンジン「Milbeaut Mobile（ミルビュー モバイル）」との相乗効果で微妙な質感やディテールまで再現する。またカメラ機能ではシャッターを押している間中連写ができ、あらかじめ挿入されたmicroSDカード/microSDHCカードのメモリ容量いっぱいまで連写させることができる「無限連写モード」や最短0.5秒の高速起動、撮影間隔最短1.0秒で記録できる「クイック撮影モード」も搭載する（ただし、無限連写モードとクイック撮影モードの併用は不可）。また、ディスプレイは時計回り180°まで、反時計回り90°までの計270°の回転が可能で、どんなアングルからでも最適な姿勢で撮影を行うことができる。動画撮影に関しても最短約1.1秒（撮影サイズVGAの場合）で高速起動ができ、フルハイビジョンでの撮影が可能。また、動く被写体を追いかけ、ピントを合わせ続ける「タッチミーフォーカス」や撮りたい人のピントを優先的に調整する「顔優先AF&サーチミーフォーカス」といった静止画の機能を動画でも利用することができる。その他、一眼レフカメラのように背景をぼかして雰囲気のある写真を撮影できる「ぼかし強調モード」や撮影した人物の顔を美しくアレンジできる「ビューティエフェクト」を搭載したほか、ISO25600の高感度撮影モードや約1メートルの広範囲を明るく撮影できる高輝度LEDの広角フラッシュを備えている。

### ワンセグ
ワンセグ機能は、その当時富士通東芝モバイルコミュニケーションズ（現：富士通モバイルコミュニケーションズ）が発足した事に伴い、合弁相手（当時）の東芝の液晶テレビ「REGZA」の技術が反映されている（ただし富士通製のため「REGZAケータイ」の愛称は無い）。

### HDMI対応
HDMIマイクロプラグ（タイプD）に対応したHDMIケーブルを使いハイビジョンテレビに接続させることで、F-01Cで撮影したハイビジョンムービーや写真を直接表示させたり、iモード、iモーション、フルブラウザ、PDFドキュメントビューアなどをテレビに表示させることができる。 

### Wi-Fi＆ブラウザ
Wi-Fi通信機能を搭載している。無線LAN搭載のパソコンやゲーム機などのWi-Fi対応機器からワイヤレスでネット接続できるアクセスポイントモード（親機）や無線LANアクセスポイントに接続すれば、高速通信でフルブラウザ閲覧が可能なクライアントモード（子機）に加え、無線LAN対応のキヤノン/エプソン製プリンターを利用して、撮った写真をワイヤレスでプリントが可能。また登録済の電話帳からの宛名印刷にも対応しており、写真付きの年賀状なども作成できる。
Wi-Fiでのネットブラウズは先に記載したとおり、フルブラウザ閲覧のみとなり、ホームU非対応（すでにサービス終了済み）ということもあり、iモードWeb閲覧、iアプリの通信利用は不可能となっている。

### その他機能
かざすだけで店舗情報をアイコンで表示する「AR対応ロケーションレーダー」を搭載。各種サービスとの連携により、飲食店を検索することもできる。また、マナーサポート機能も備えており、乗車中に電話やメールに着信するとマナーモードやメール自動返信の設定切り替えを促してくれる（乗り物マナーサポート）ほか、マナーモード・メール自動返信の設定頻度が高い場所を自動認識し、設定切り替えを促してくれるだけでなく、登録をすると次回からは自動でマナー設定に切り替えてくれる（ロケーションマナーサポート）。
健康機能も充実しており、同社のらくらくホン7で採用されている高橋尚子のウォーキング/ランニングクリニックを備えるほか、携帯電話では初めてのCHA（Continua Health Alliance）認証も取得している。

### 本機だけの機能
iコンシェルに於いて、待受ランチャーやセレクトメニューとは別に「iコンシェル起動用アイコン」を搭載している。待受ランチャーと通知領域以外でこのアイコンが表示されるのは後にも先にも本機のみであり、他メーカーの機種はおろかF-01BやF-09C、F-02D等、他の富士通製端末ですら搭載されていない。
マチキャラを設定した状態でフォーカスモードを起動してこのアイコンを選択すると、以下のようにマチキャラが話しかけるように文字が表示される。
- デフォルト：「何かご用ですか？」
- ドロンジョ：「何か用かい？」
- バカボンのパパ：「どうしたのだ？ 何かあったのか〜？」

このアイコンは2011年2月28日のソフトウェアアップデートで、ユーザーが任意で表示・非表示を設定できるよう改善された（発売後にアップデートでこのような細かい設定を変更できるようにすることは非常に稀である）。アップデート適用後に、MENU8120（本体設定→画面・ディスプレイ→待受画面設定→iコンシェルアイコン表示設定）で設定できる。

### マイセレクトモデル
2010年12月15日から2011年4月12日迄の間、F-01Cをベースに好みのデザインに変更できる、マイセレクトモデルの発売がなされた。ドコモオンラインショップでデザインを選び、工場で組み立てられた後、後日自宅に届くといったものであり、アクセサリーパーツ、フロントパネル、キーシート、着せ替えツールなどのパーツを選択することができ、自分好みの端末にすることができた。

### 主な機能
| 主な対応サービス                   | 主な対応サービス                    | 主な対応サービス                       | 主な対応サービス                                 |
| ---------------------------------- | ----------------------------------- | -------------------------------------- | ------------------------------------------------ |
| タッチパネル                       | FOMAハイスピード                    | Bluetooth                              | DCMX／おサイフケータイ                           |
| iアプリオンライン／地図アプリ      | 直感ゲーム／メガiアプリ             | iウィジェット                          | マチキャラ／iコンシェル                          |
| ホームU／ポケットU                 | GPS／ケータイお探し                 | デコメール／デコメ絵文字／デコメアニメ | iチャネル                                        |
| 着もじ                             | テレビ電話／キャラ電                | ケータイデータお預かりサービス         | フルブラウザ                                     |
| おまかせロック／バイオ認証         | 外部メモリーへiモードコンテンツ移行 | トルカ                                 | iC通信                                           |
| きせかえツール／ダイレクトメニュー | バーコードリーダ／名刺リーダ        | 2in1                                   | エリアメール／ソフトウェアーアップデート自動更新 |
| GSM／3Gローミング（WORLD WING）    | 着うたフル／うた・ホーダイ          | Music&Videoチャネル／ビデオクリップ    | デジタルオーディオプレーヤー                     |

### インストールiアプリ
以下のアプリケーションが購入時にプリインストールされているが、すべてのコンテンツを利用するにはあらかじめアップデートが必要で、コンテンツによっては外部メモリー（microSD/microSDHCカード）を用意する必要がある。
| アプリ名                                                 | 概要 |
| -------------------------------------------------------- | --- |
| 塊魂モバイル体験版                                       | ロマンチックアクションゲーム |
| リッチレーサーズモバイル体験版                           | レースゲーム |
| 二ノ国ホットロイトストーリーズ 第1章「オリバーとマーク」 | スタジオジブリがアニメーション制作を手掛けるファンタジーRPG「二ノ国」本編へとつながるプロローグストーリー                                             |
| TETRIS 1to3 for F                                        | パズルゲーム |
| フライハイトクラウディア                                 | 本格RPGのシリーズ1作目 |
| もじぴったん歩き旅                                       | 空いているマスに文字を埋めて言葉を作るパズルゲーム |
| ファミスタワイヤレス FM版                                | 野球ゲームのBluetooth通信対応版 |
| 対戦パックマン（体験版）                                 | |
| タッチDEゲームパック                                     | タッチ操作で直感的に遊べる3種類のゲームをパックしたゲームアプリ                                                                                       |
| ロジックパズルF                                          | ヒントとなる数字をもとにブロックを配置して図形を作成するパズルゲーム                                                                                  |
| ZOOKEEPER DX F                                           | アクションゲーム |
| 高橋 尚子のウォーキング/ランニングクリニック             | ウォーキングやランニングフォームを診断するアプリ |
| ETGAスウィングレッスン                                   | プロゴルファー江連忠監修のゴルフフォームを診断するアプリ                                                                                              |
| E★エブリスタアプリ                                       | ケータイ総合雑誌「E★エブリスタプレミアム」掲載作品の更新情報をリアルタイムで確認できるアプリ                                                          |
| ブックビューア コミック体験!                             | セルシス、ボイジャーが提供しているケータイコミックを体験できるアプリ                                                                                  |
| コミック/小説ビューア                                    | コミックや小説を読むことができるアプリ |
| VoiceShelf for F                                         | オーディオブックを再生するためのアプリ |
| 日英版しゃべって翻訳 for F                               | マイクに向かって主に旅行で使われる日本語、英語を話すだけで翻訳した文章を画面に表示する翻訳アプリ                                                      |
| iアバターメーカー                                        | iアバターを作成するアプリ |
| iCタグリーダー                                           | 対応のポスター・カード・シールなどにおサイフケータイでかざして情報を読み取るためのアプリ                                                              |
| 温湿度指数チェッカー                                     | 日本気象協会監修の気象情報アプリ |
| ロケーションレーダー                                     | 現在地の周辺施設や目的地を検索して現在地から目的地までの直線距離や目的地の方角を表示するアプリ                                                        |
| モバイルGoogleマップ                                     | Google マップのアプリ。GPSを使った道案内、経路検索、衛星写真、ストリートビューなどを利用できる                                                        |
| Gガイド番組表リモコン                                    | テレビ番組表とAVリモコン機能が1つになったアプリ |
| iD設定アプリ                                             | おサイフケータイクレジット決済サービスiDの設定アプリ                                                                                                  |
| DCMXクレジットアプリ                                     | NTTドコモが提供するおサイフケータイクレジットDCMXの設定アプリ                                                                                         |
| モバイルSuica登録用iアプリ                               | モバイルSuica契約用のiアプリ |
| ヘルスチェッカー                                         | 歩数、活動量、脈拍数、血圧、体組成のデータを管理するアプリ                                                                                            |
| ドコモWebメール                                          | パソコン・FOMA端末のどちらからでも利用できるメールサービス「ドコモWebメール」のアプリ                                                                 |
| 地図アプリ                                               | GPS機能を利用して、目的地を検索したり、乗り換え案内を駆使した、交通手段によるルートを表示が可能                                                       |
| @Fケータイ応援団INFO                                     | 富士通のiモード公式サイト「@Fケータイ応援団」の最新情報や「millmo.jp for F」のおすすめ情報を定期的に通知してくれるウィジェット                        |
| ROID ウィジェット2                                       | モバイルサイト「ROID」の更新情報などを通知してくれるウィジェット                                                                                      |
| Start! iウィジェット                                     | iウィジェットの使い方をムービーで見ることができるiアプリ                                                                                              |
| iWウォッチ                                               | iウィジェット画面でグラフィカルに時計や電池残量を確認することができるアプリ                                                                           |
| 楽オク☆アプリ                                            | 楽天オークション用のアプリ |
| iアプリバンキング                                        | モバイルバンキングを簡単に利用するためのアプリ |
| マクドナルド トクするアプリ                              | 日本マクドナルドのかざすクーポンなどを利用するためのアプリ                                                                                            |
| 株価アプリ                                               | iウィジェットを利用して株価情報を表示するアプリ |
| 花粉アプリ                                               | スギ・ヒノキの分布や量を確認できるアプリ |
| お天気アプリ                                             | 簡単操作で詳細な気象情報が確認できるアプリ |
| i Bodymoアプリ                                           | 健康サービス「i Bodymo（iボディモ）」のアプリ |
| FOMA通信環境確認アプリ                                   | FOMAハイスピードエリアを利用できるかを確認することができるiアプリ                                                                                     |
| いっしょにデコ                                           | お互いのFOMA端末をかざして撮影した静止画にスタンプを貼ったりデコレーションができるiアプリタッチ対応アプリ                                             |
| ドコモ料金案内                                           | 通話料やパケット通信料等の簡易的な履歴を一覧やグラフで確認できるアプリ                                                                                |
| 電子マネー「nanaco」                                     | セブン&アイグループの電子マネー「nanaco」のモバイル版                                                                                                 |
| かざす請求書                                             | 毎月のドコモ利用料金の情報をおサイフケータイに取得し、請求書が無くてもコンビニエンスストアで決済できるアプリ（本サービスはセブン-イレブンのみ対応。） |
| ビックポイント機能付ケータイ                             | おサイフケータイをビックカメラの「ビックポイントカード」として利用できるアプリ                                                                        |
| ヨドバシゴールドポイントカード                           | おサイフケータイをヨドバシカメラの「ヨドバシゴールドポイントカード」として利用できるアプリ                                                            |
| モバイルAMCアプリ                                        | おサイフケータイを使用して、ANAの各種サービスを利用できるアプリ                                                                                       |

上記のアプリの他、dマーケットなどから、様々なアプリケーションのダウンロードが可能となる。

## 沿革
- 2010年11月8日 - F-01C・F-02C・F-03C・F-04C・F-05C・F-06C・L-01C・L-02C・L-03C・Optimus chat L-04C・N-01C・N-02C・N-03C・P-01C・P-02C・P-03C・SH-01C・SH-02C・LYNX 3D SH-03C・SH-04C・SH-05C・SH-06C・ブックリーダー SH-07C・TOUCH WOOD SH-08C・REGZA Phone T-01C・HW-01C・BlackBerry Curve 9300・フォトパネル03の開発並びに一部機種の発売を発表。
- 2010年11月19日 - 発売開始。
- 2010年12月15日 - マイセレクトモデル発売開始

## 不具合
2010年12月9日に以下の不具合の修正がソフトウェアアップデートによって行われた。
- メモ一覧画面にて、メモ削除中に表示された中断ボタンをタッチしても中断されない場合がある。
- 受信メール一覧の発信オプション画面表示中に画面をタッチすると、メールメニューに戻る場合がある。

2011年2月28日に以下の不具合の修正がソフトウェアアップデートによって行われた。
- メール本文入力画面で、「絵・記号」ボタンを2回連続して押すと、メールメニュー画面が表示される場合がある。
- カメラ撮影時にタッチオートフォーカス機能が勝手にOFFになる場合がある。
- 待受画面に表示している「iコンシェル」アイコンについて、ユーザーが任意で当アイコンの「表示する」、「表示しない」を設定できるよう改善した（前述）。

2011年4月14日に以下の不具合の修正がソフトウェアアップデートによって行われた。
- より快適にパケットサービスを利用できるよう品質を改善した。